# Carro etrusco di Monteleone

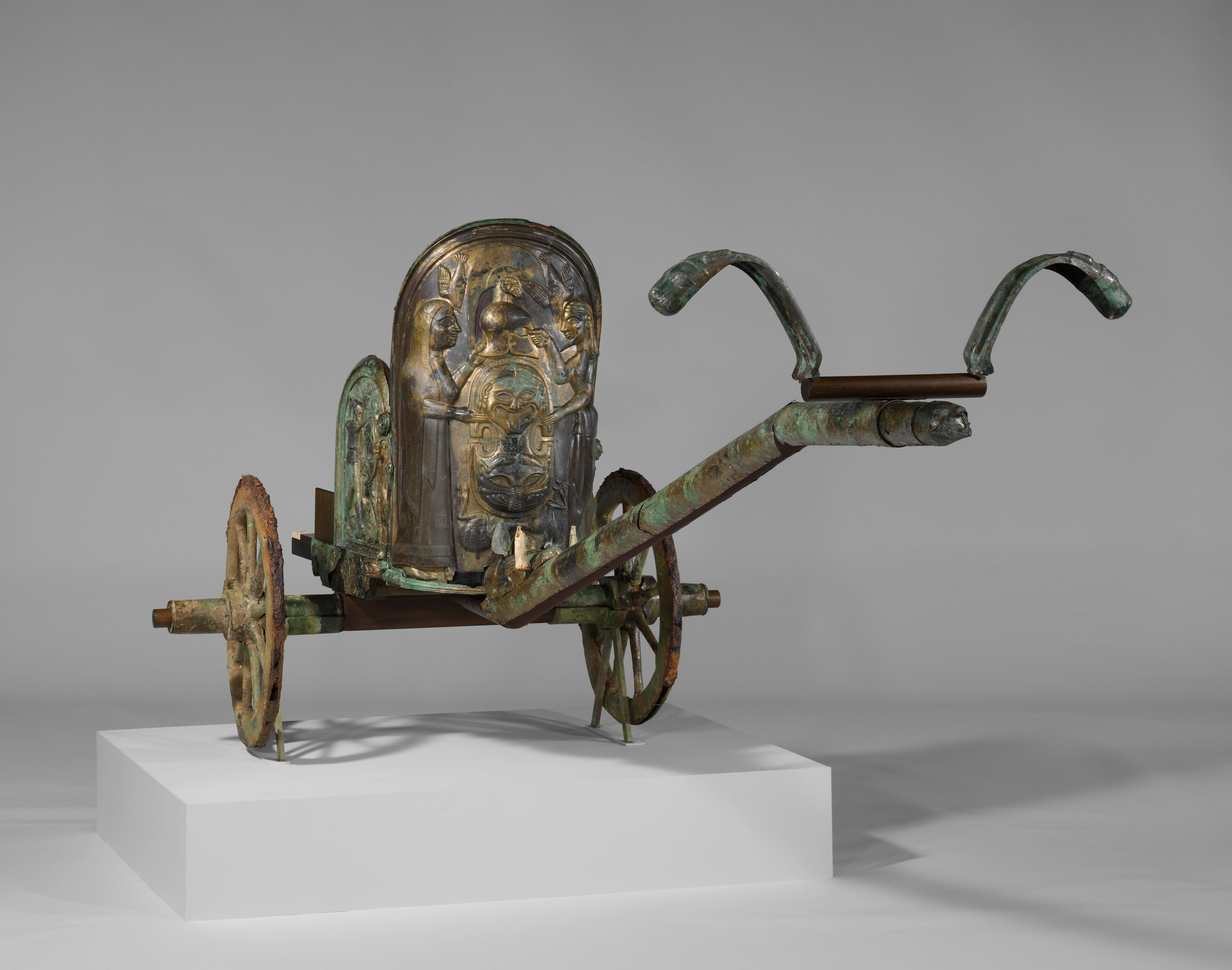
Il Carro etrusco di Monteleone, Metropolitan Museum of Art, New York

Il carro etrusco di Monteleone è un carro da parata datato al VI secolo a.C. e realizzato in Etruria (lunghezza: 209 cm; altezza: 130.9 cm). Costruito in bronzo, ferro e legno di noce, il carro è decorato a sbalzo con intarsi in avorio. Raffigura temi della mitologia omerica, con Achille in apoteosi insieme alla dea Teti. Achille è raffigurato col classico profilo barbato, capelli lunghi e riccioli che cadono sulle spalle e chitone corto ricco di decorazioni. La dea invece presenta un chitone lungo ed è coperta da un mantello. I due personaggi sono separati da uno scudo bilobato con elmo corinzio e protome di ariete, due uccelli rapaci che volano su un cerbiatto ucciso. Il timone della biga ha una protome di cinghiale, mentre il termine presenta una testa di uccello. Il giogo per l'attacco dei cavalli ha due anse che terminano con teste di serpenti, mentre il mozzo termina con una testa di leone.
Rinvenuto casualmente nel 1902 da due contadini, Isidoro e Giuseppe Vannozzi, in una necropoli  in località Colle del Capitano, a pochi chilometri dal paese di Monteleone di Spoleto, faceva parte del corredo funerario di una tomba a tumulo. È esposto dalla sua acquisizione nel 1903 nel Metropolitan Museum of Art di New York, Stati Uniti, mentre a Monteleone se ne trova una copia.

## Contesto storico

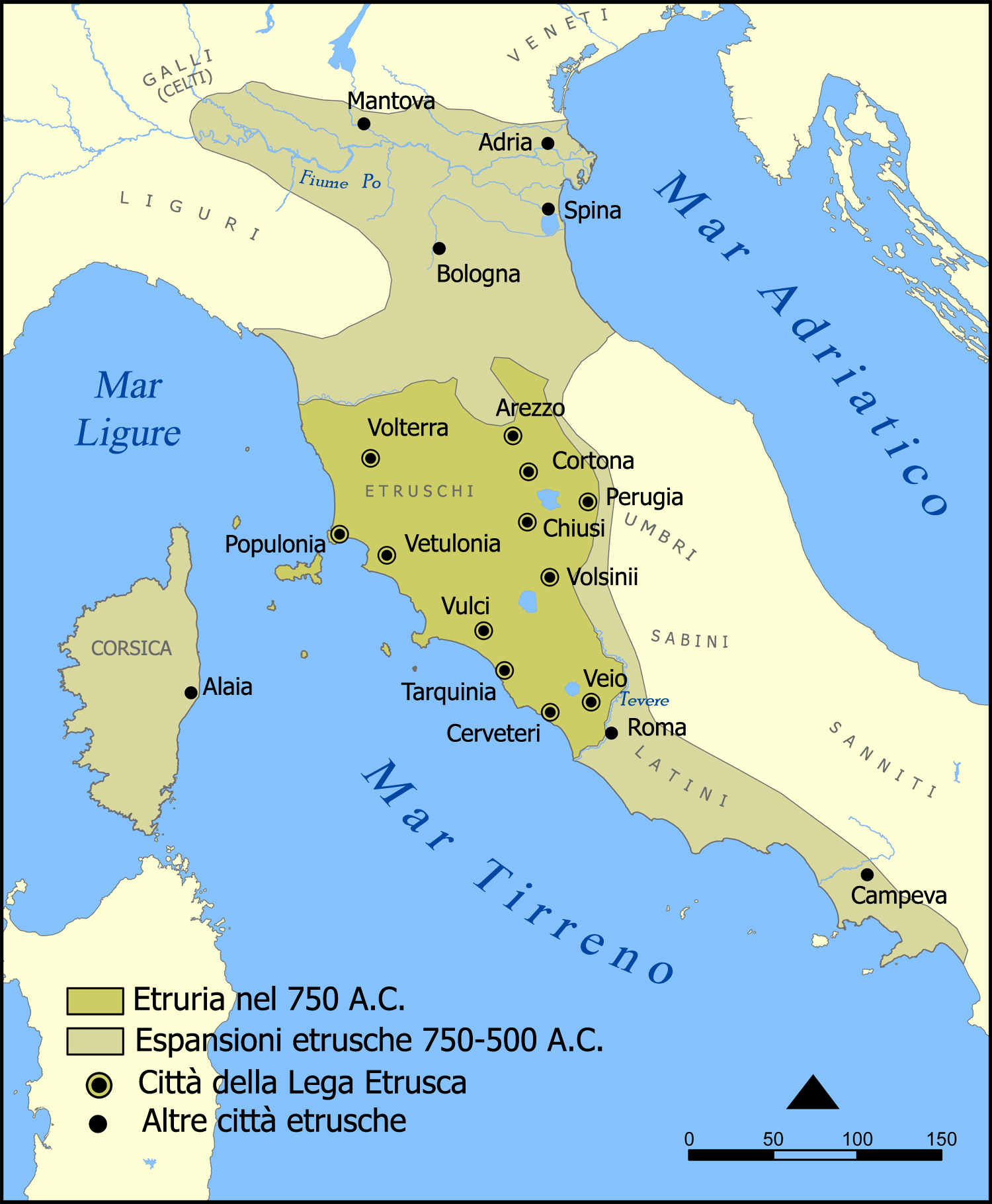
Mappa dell'area di influenza della civiltà etrusca nel 755 a.C.

L'importanza del carro etrusco non può essere sottostimata, essendo un reperto unico al mondo che racconta la storia dei popoli pre-romani e delle loro origini. L'area denominata Etruria corrispondeva agli odierni territori della Toscana, dell'Umbria fino al fiume Tevere e del Lazio settentrionale, con propaggini in Liguria e verso la zona padana dell'Emilia-Romagna, della Lombardia e della Corsica. Il territorio umbro attorno Monteleone di Spoleto vede numerose necropoli etrusche e soprattutto resti della civiltà villanoviana, da cui si sviluppò la civiltà etrusca, prima di essere definitivamente inglobata e scomparire nella civiltà romana, a partire dalla conquista di Veio da parte dei Romani nel 396 a.C.

## Descrizione e stile

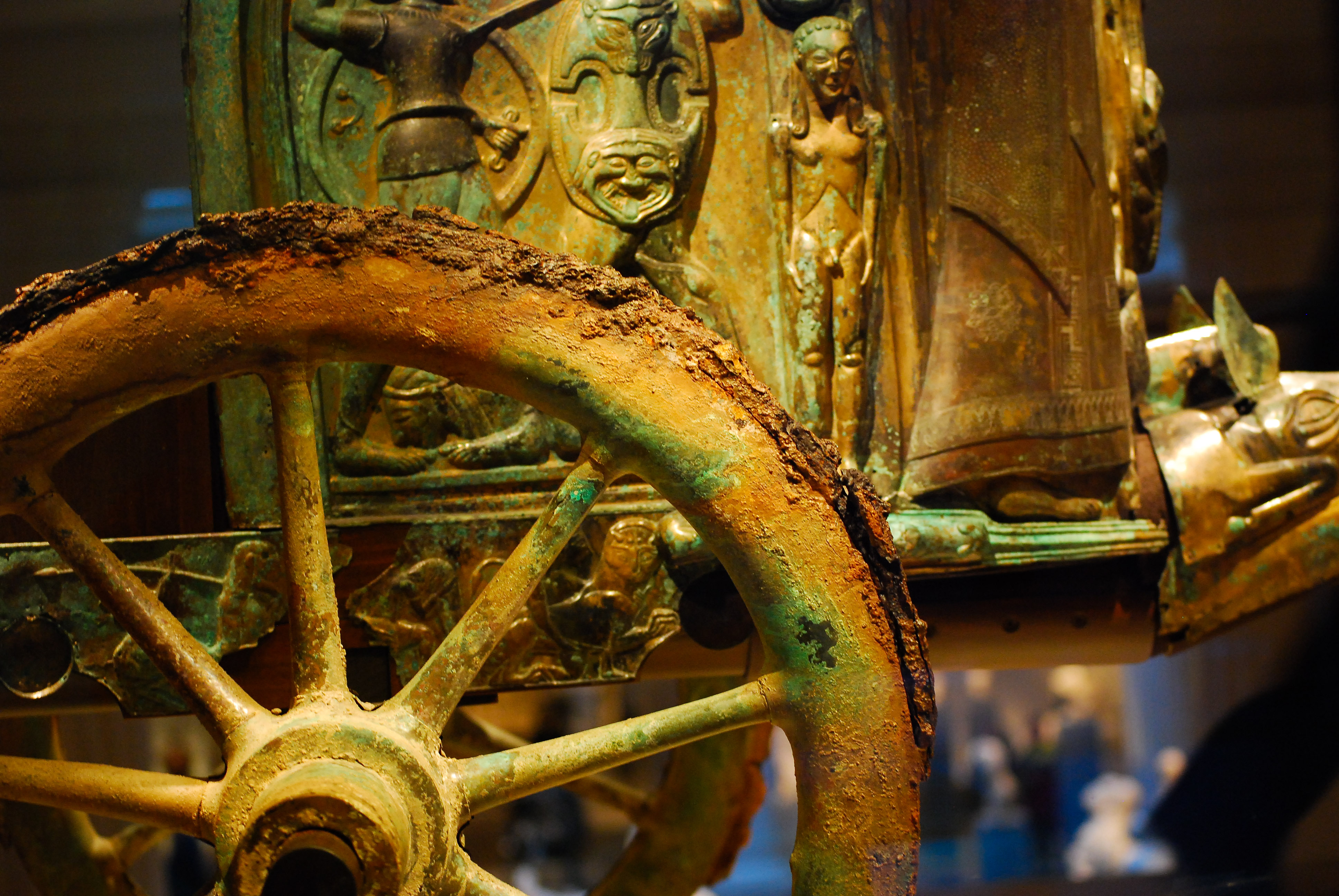
Dettaglio di una ruota del carro.

In stile etrusco, è un carro da parata (biga) che, secondo Furtwängler, risalirebbe alla metà del VI secolo a.C. Costruita in legno e ricoperta da lamine bronzee lavorate con la tecnica a sbalzo, raffigura le scene della vita dell'eroe greco Achille. Rappresentato con la madre Teti sul pannello anteriore, Achille riceve da quest'ultima l'elmo e lo scudo. Su uno dei due pannelli laterali l'eroe è rappresentato in combattimento con re Memnone, egli punta la spada sul corpo dell’avversario colpendolo, mentre a terra c’è Antiloco, grande amico di Achille e vittima di Memnone. Sul pannello di sinistra è rappresentata l’ascesa al cielo di Achille e a bordo di un carro trainato da cavalli alati, sotto il carro giace Polissena sacrificata in suo onore. Tra i pannelli laterali e quello centrale è un kuros, un giovane nudo in posizione frontale rigida. L'apoteosi di Achille sull'altra fiancata del carro è iconografia più tipicamente etrusca. Come tutto l'artigianato artistico etrusco del periodo il carro mostra una forte influenza stilistica ionica. La fascia al di sotto dei tre pannelli è decorata con figure animali che si azzannano tra loro, personaggi in corsa, grifoni.

## Vicende giuridiche
Il comune di Monteleone di Spoleto è da decenni impegnato per la restituzione del carro al suo luogo di origine. Secondo le ricerche archivistiche e librarie compiute dallo storico Guglielmo Berattino presso la Biblioteca di Ivrea, il Metropolitan Museum of Art, nella persona di Luigi Palma di Cesnola (italiano naturalizzato statunitense e primo direttore del museo), era a conoscenza della provenienza illecita del carro. Palma di Cesnola aveva illecitamente preso accordi con il conte Toesca di Rivarolo per aggirare le leggi vigenti nel Regno d'Italia, che impedivano la vendita e l'esportazione di beni storici ed artistici.
Il manufatto venne acquistato a Roma da John Pierpont Morgan, ma il Parlamento italiano bloccò ogni tentativo di esportazione. La biga fu quindi portata di nascosto a Parigi su un carro per il trasporto granario e di lì trasferita nei sotterranei del Credit Lyonnais, finché il MeT non pagò 250.000 lire a un intermediario sconosciuto e la portò a New York.

## Restauri
Rinvenuto in stato frammentario, il carro è stato ricostruito seguendo altre fonti iconografiche subito dopo l'acquisizione da parte del Metropolitan Museum of Art. A pochi mesi dal suo ritrovamento, peraltro, la biga fu trafugata dall'Italia e portata a New York smontata a pezzi. 
Giunta all'estero, le parti bronzee del carro furono sottoposte a restauro e a rapida ricomposizione su una struttura lignea che somigliava a un trono su ruote più che a un cocchio. Il riassemblaggio americano determinò una serie di errori e di equivoci nello studio del manufatto, durati per circa novant'anni, come l'errata collocazione di alcuni elementi decorativi, con effetti incongruenti rispetto ai modelli greci.
Adriana Emiliozzi, ricercatrice dell'Istituto di studi sulle civiltà italiche e del Mediterraneo antico del Consiglio nazionale delle ricerche (Iscima - Cnr)., studiando per la prima volta il carro nel 1989, pubblicò le correzioni da apportare. Nel 2002 iniziarono le operazioni di restauro, durati cinque anni, con lo smontaggio del precedente restauro, attente radiografie, analisi di laboratorio, esami al microscopio, trattamenti conservativi, rifacimento esatto della struttura lignea di supporto, montaggio delle lamine bronzee e servizio fotografica di tutte le fasi di lavoro. Il risultato finale si è raggiunto nel 2006.
Le indagini e lo studio dei materiali nel corso di questo restauro hanno rivelato interventi coevi al suo utilizzo, facendo emergere che il carro è stato impiegato a lungo, forse per più di una generazione, ma solo come "biga di rappresentanza", usata esclusivamente in occasione di parate e cortei trionfali, prima di finire nella tomba dei suoi possessori.
Dopo quest'ultimo restauro il carro è stato collocato nella Sezione etrusca, nella Leon Levy and Shelby Withe Gallery for Etruscan Art (StELIA) del MeT.